# Meg Lanning
Meg Lanning est une joueuse de cricket australienne née le 25 mars 1992 à Singapour.

## Biographie
Meg Lanning naît à Singapour le 25 mars 1992. En 2006 à l'âge de 14 ans, elle devient la première joueuse de cricket dans un XI titulaire d'une école publique australienne.
Selon Al Jazeera, elle a joué un rôle crucial dans la mise en lumière des écarts de salaire entre les hommes et les femmes dans le cricket professionnel. Le journaliste australien Peter Lalor (en) la salue comme une « légende absolue du jeu ».

### En club
En 2024, elle est engagée dans le club des Delhi Capitals.

### En sélection australienne
Meg Lanning commence sa carrière internationale à dix-huit ans.
Elle décide de mettre un terme à sa carrière internationale en novembre 2023, après sept coupes du monde et 241 matchs joués dont 182 matchs en tant que capitaine.